# Alagoa Grande
Alagoa Grande é um município brasileiro do estado da Paraíba, localizado na Região Geográfica Imediata de Campina Grande. De acordo com o censo realizado pelo IBGE (Instituto Brasileiro de Geografia e Estatística) no ano 2022, sua população é de 26.062 habitantes. Área territorial de 320,558 km².

## História
O nome da cidade é escrito numa forma arcaica de português, já que atualmente não se escreve mais a palavra lagoa com a aposição de "a" inicial (embora em Portugal ainda haja essa grafia para lagoa).
Como cidade da Região do Brejo da Paraíba (isto é, uma região intermediária entre o Litoral e o Sertão, situada na encosta da Serra da Borborema que recebe os ventos alísios úmidos do Atlântico e tem uma cobertura vegetal de Mata Atlântica), era parte integrante do município de Areia (cidade onde nasceu José Américo de Almeida, político e romancista, autor de A Bagaceira) até meados do século XIX, quando se tornou independente como cidade.
O ano de 1864 é considerado como o ano de sua fundação, mas em 1847 já havia passado de povoado a distrito. Foi emancipada politicamente em 21 de Outubro de 1864, sendo instalada, como vila, em 26 de Julho de 1865. Aos 27 de Março de 1908, Alagoa Grande foi elevada à categoria de cidade. Por conta desta última data muitos acreditam que o município completou 1 século de emancipação no ano de 2008, quando na verdade já decorreram 158 anos deste fato histórico.
Esta era uma região que cresceu muito no século XIX, através da agricultura baseada na cana-de-açúcar (que destruiu a Mata Atlântica do lugar, desfigurando a cobertura vegetal) que utilizava intensivamente a mão-de-obra escrava. Em seu centro ainda existem casarões que ainda hoje testemunham esse momento de grandeza econômica do município e foram construídos por escravos. Alguns desses casarões, que aparecem em frente à praça central e à matriz centenária da cidade, são cobertos por azulejos importados de Portugal no século XIX.
Embora a cidade tenha se estagnado economicamente ao longo da segunda metade do século XX (com a população ao invés de aumentar, diminui, principalmente por causa do êxodo para as grandes cidades). Alagoa Grande tem um grande potencial turístico que pode ser economicamente explorado, trazendo divisas para o município (tanto o turismo histórico, quanto o turismo rural e ecológico).
Neste município se localiza a comunidade quilombola de Caiana dos Crioulos, herança dos negros que ajudaram no crescimento econômico e cultural da cidade.

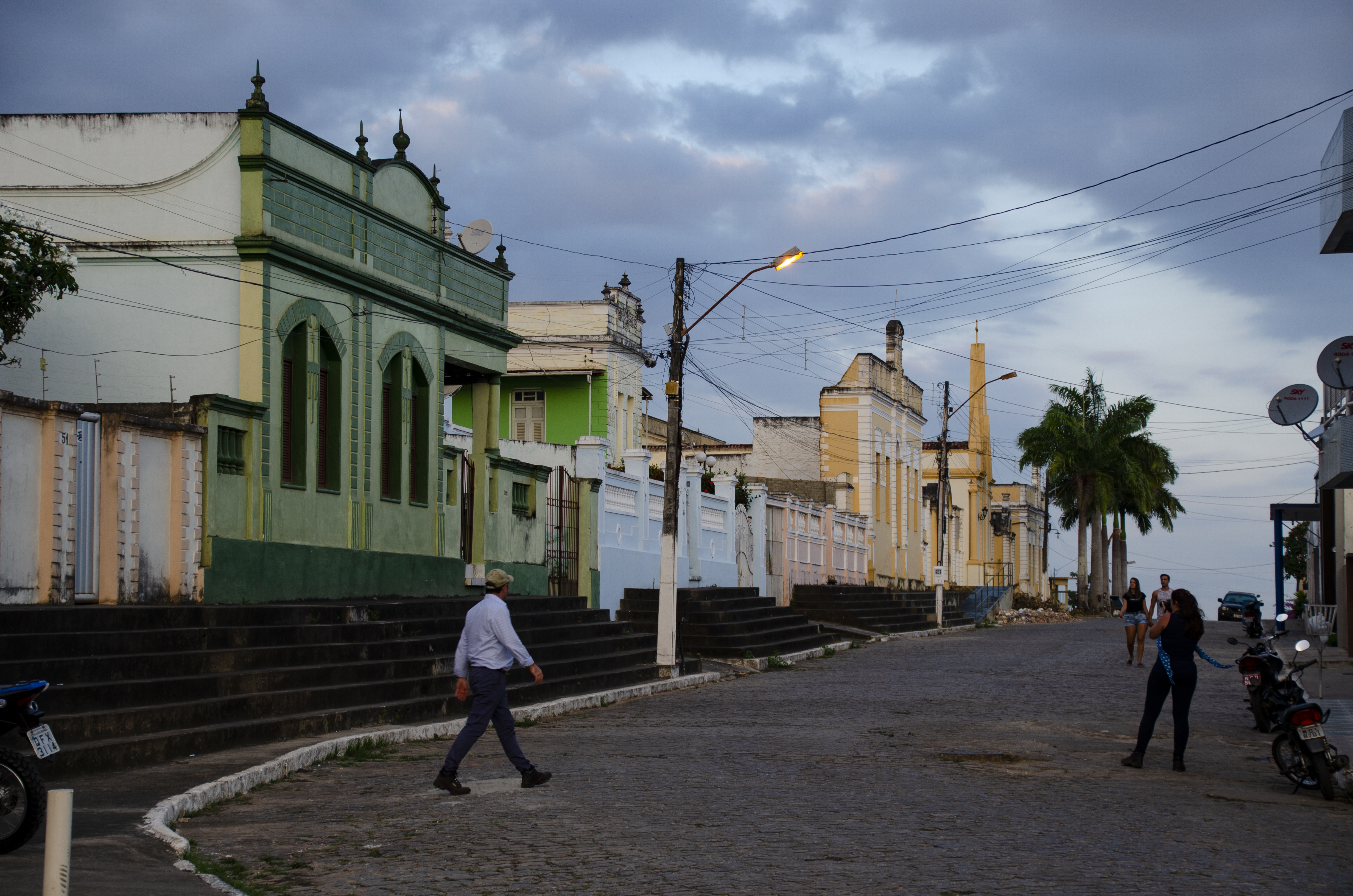
Centro Histórico de Alagoa Grande-PB

### Rompimento de Camará
Em 17 de junho de 2004, rompeu-se a barragem de Camará (localizada em Alagoa Nova, construída no Rio Riachão (afluente do Mamanguape), pontualmente o paredão ou balde da barragem fica numa área delimitada pelas propriedades nomeadas como: sítio Bálsamo e sítio Pedra d'água, ambos na margem direita e na margem esquerda o Engenho São Luiz, na margem direita fica também, o rio ou riacho do Pinga, pequeno afluente do Riachão. O Riachão serve de divisa natural entre os municípios paraibanos de Alagoa Nova, ao Sul, pela margem direita e Areia, ao Norte, pela margem esquerda. O rompimento da barragem elevou o nível da parte da bacia hidrográfica à jusante do barramento, inundando parte dos municípios de Alagoa Nova, Areia, Alagoa Grande e Mulungu - PB, em Alagoa Grande, no interior de algumas moradias a água atingiu a cota de dois metros.
A ponte que dava acesso ao sítio urbano de Alagoa Grande, ligando a cidade através da PB - 079, ao município de Areia, ao Norte e a BR 230, ao Sul, com o rompimento da barragem foi destruída e o seu tabuleiro levado pelas águas.
No momento do desastre Alagoa Grande, cidade com cerca de 28.482 mil moradores, sofreu a descontinuidade dos serviços de distribuição de água, eletricidade e telefone. O total de desabrigados foi calculado em aproximadamente 1.600 pessoas.

## Geografia

### Clima
Dados do Departamento de Ciências Atmosféricas, da Universidade Federal de Campina Grande, mostram que Alagoa Grande apresenta um clima com média pluviométrica anual de 967,9 mm e temperatura média anual de 25,1 °C.
| Dados climatológicos para Alagoa Grande       | Dados climatológicos para Alagoa Grande | Dados climatológicos para Alagoa Grande | Dados climatológicos para Alagoa Grande | Dados climatológicos para Alagoa Grande | Dados climatológicos para Alagoa Grande | Dados climatológicos para Alagoa Grande | Dados climatológicos para Alagoa Grande | Dados climatológicos para Alagoa Grande | Dados climatológicos para Alagoa Grande | Dados climatológicos para Alagoa Grande | Dados climatológicos para Alagoa Grande | Dados climatológicos para Alagoa Grande | Dados climatológicos para Alagoa Grande |
| Mês                                           | Jan                                     | Fev                                     | Mar                                     | Abr                                     | Mai                                     | Jun                                     | Jul                                     | Ago                                     | Set                                     | Out                                     | Nov                                     | Dez                                     | Ano                                     |
| --------------------------------------------- | --------------------------------------- | --------------------------------------- | --------------------------------------- | --------------------------------------- | --------------------------------------- | --------------------------------------- | --------------------------------------- | --------------------------------------- | --------------------------------------- | --------------------------------------- | --------------------------------------- | --------------------------------------- | --------------------------------------- |
| Temperatura máxima média (°C)                 | 32,1                                    | 31,9                                    | 31,4                                    | 30,8                                    | 30,0                                    | 29,0                                    | 28,6                                    | 29,3                                    | 30,5                                    | 31,6                                    | 32,3                                    | 32,4                                    | 30,8                                    |
| Temperatura média (°C)                        | 26,2                                    | 26,1                                    | 25,9                                    | 25,5                                    | 24,8                                    | 23,8                                    | 23,3                                    | 23,5                                    | 24,3                                    | 25,2                                    | 25,8                                    | 26,2                                    | 25,1                                    |
| Temperatura mínima média (°C)                 | 21,6                                    | 21,6                                    | 21,7                                    | 21,4                                    | 20,9                                    | 20,0                                    | 19,2                                    | 19,0                                    | 19,8                                    | 20,4                                    | 20,8                                    | 21,3                                    | 20,6                                    |
| Precipitação (mm)                             | 58,7                                    | 78,1                                    | 121,5                                   | 142,5                                   | 116,0                                   | 129,4                                   | 136,6                                   | 67,1                                    | 43,3                                    | 15,1                                    | 19,3                                    | 29,9                                    | 967,9                                   |
| Fonte: Departamento de Ciências Atmosféricas. |                                         |                                         |                                         |                                         |                                         |                                         |                                         |                                         |                                         |                                         |                                         |                                         |                                         |